# Maximilian Fremaut
Maximilian Emmanuel de Fremaut (n. 30 octombrie 1725, Menen, Belgia - d. 31 august 1769, Italia) a fost un inginer valon care a executat lucrările esențiale de gospodărire a apelor din Banat în secolul XVIII.
Există puține informații asupra tinereței lui Maximilian Emmanuel de Fremaut. Deși multe referințe istorice referitoare la istoria orașului Timișoara îl prezintă drept un inginer olandez, confuzie care poate fi explicată prin faptul că, în secolul al XVIII-lea Țările de Jos (compuse atunci din Belgia și Olanda de astăzi) erau o singură entitate politică. De fapt, Maximilian Fremaut era valon, provenind din mica aristocrație francofonă a Țărilor de Jos. Probabil că a studiat ingineria la Universitatea din Leyden care era mai orientată spre discipline cu caracter tehnic decât Universitea Catolică din Leuwen, cele două universități fiind cele mai importante din Țările de Jos din acea perioadă. După obținerea diplomei de inginer, Maximilian Fremaut a lucrat ca hidrotehnician la Bruxelles 
Deși nu există dovezi istorice în acest sens, este posibil să fi fost înrudit cu contele Claude de Mercy, guvernatorul Timișoarei, care era originar din Lorena și, înainte de a primi titlul de conte de Mercy, în 1720, purtase numele de Claude de Fremaut (nume pe care l-a latinizat ulterior în Florimund). Familia contelui de Mercy avea proprietăți în Belgia și urmașii lui Claude de Mercy se stabiliseră la Liege. În orice caz, venirea lui în Banat, în jurul anului 1755 nu poate fi pusă în legătură cu contele de Mercy, care părăsise Timișoara în 1733, urmașii săi aveau funcții importante în administrația austriacă, având posibilitatea de a obține un post pentru o rudă de-a lor.

## Situația hidraulică a Banatului de nord în secolul XVIII
Prin pacea de la Passarowitz din 1716, teritoriul Banatului a trecut în stăpânirea imperiului austriac. Infrastructura provinciei era practic inexistentă. Atât din cauza terenului mlăștinos cât și din cauza lipsei de căi de comunicație adecvate accesul în noua provincie cucerită era foarte dificil și transportul de mărfuri practic imposibil. Autoritățile austriece și-au dat imediat seama că un control efectiv al provinciei impunea în primul rând dezvoltarea infrastructurii.
În 1722, noul guvernator al Banatului, contele Claude Fremaut de Mercy, a ordonat săparea a șase fântâni în partea de nord a orașului pentru rezolvarea problemei de alimentare cu apă. Ulterior, consiliul de război, considerând că problema alimentării orașului este de importanță strategică, a decis executarea a încă șase fântâni în interiorul zidurilor. Aflându-se aproape de graniță, Timișoara avea o mare importanță militară și de aceea, până în 1755, toate activitățile de construcție au fost dependente de Consiliul de Război.
De aceea, în perioada 1727 - 1732, după numai 12 ani de la cucerirea provinciei, autoritățile austriece au executat lucrările de canalizare a râului Bega și de navigabilizare a acestuia până la Dunăre, asigurând o legătură directă cu căile navigabile din Europa și, implicit, o legătură cu Viena, capitala imperiului. Astfel, în 1727 inginerul A. La Casse începe lucrările de decolmatare a râului Bega de la Timișoara în aval, ca un prim pas pentru navigabilizarea râului și o reprofilare a albiei, pe tronsonul de la Făget la Timișoara, pentru plutărit, servind la aprovizionarea cu lemne a orașului. În 1732 se inaugurează navigația fluvială prin deschiderea liniei Timișoara-Pancevo. (Informația că Maximilian Fremaut ar fi participat la aceste lucrări, care apare în unele lucrări despre istoricul orașului Timișoara, este evident eronată întrucât la acea dată Fremaut avea doar vârsta de 2 ani).
În paralel, autoritățile austriece au promovat o politică amplă de colonizare a provinciei cu populație de etnie germană.
Totuși, terenurile din Banat erau improprii pentru culturi agricole. Ele erau supuse unor inundații periodice și fiind lipsite de scurgere erau mlăștinoase, condițiile de viață fiind foarte grele. Într-o primă perioadă, mortalitatea între coloniștii germani era extrem de ridicată, mulți dintre ei murind din cauza malariei sau a altor boli hidrice. Noile valuri de imigranți abia erau suficiente pentru a compensa această mortalitate. De aceea, autoritățile austriece au decis să întreprindă un vast program de lucrări hidrotehnice, având scopul protecției terenurilor din câmpia Banatului împotriva inundațiilor și salubrizarea întregii zone. Această sarcină i-a revenit lui Maximilian Fremaut.

## Lucrările realizate de Maximilian Fremaut

### Apărarea orașului Timișoara împotriva inundațiilor
În 1757, din însărcinarea contelui Karl Kobenzl, inginerul Maximilian Fremaut a proiectat sistemul de regularizare a debitelor hidrografice Timiș - Bega, sistem construit în perioada 1759 - 1761. Pentru a face posibilă această realizare, țăranii localnici au trebuit să lucreze echivalentul a 3 milioane zile de lucru. Efectul acestor eforturi a fost însă faptul că din acele vremuri Timișoara a fost ferită de inundațiile râurilor sale.
Schema de amenajare concepută de Maximilian Fremaut lega râul Timiș de râul Bega printr-un sistem de derivații. Un nod hidrotehnic la Coștei, pe râul Timiș, și un canal de derivație de 9 km. lungime până în râul Bega la Chizătău, permitea suplimentarea debitelor râului Bega, insuficiente pentru asigurarea condițiilor de navigabilitate a râului. Pe de altă parte, deoarece canalul navigabil al râului Bega nu putea tranzita debitele din perioadele de viitură, pentru protecția orașului Timișoara împotriva inundațiilor, Fremaut a proiectat un alt canal din spre Bega spre Timiș în zona Topolovăț - Hitiaș care să devieze debitele de viitură spre râul Timiș, care a fost îndiguit. La aproape 250 de ani dela realitarea proiectului, lucrările concepute de Fremaut mai constituie și astăzi elementele centrale pentru gospodărirea apelor în bazinul Timiș-Bega.

### Alimentarea cu apă a orașului Timișoara
O altă lucrare de care s-a ocupat Maximilian Fremaut a fost alimentarea cu apă a orașului Timișoara. În 1778 se realizează o instalație având o roată hidromecanică, care punea în mișcare două pompe cu piston. Acestea ridicau apa dintr-un puț executat pe malul râului Bega, astfel încât deși provenea din râu, apa fusese supusă unei proces natural de filtrare, constituind o primă treaptă de tratare a apei. Apa era apoi ridicată într-un castel de apă unde era supusă unei tratări chimice înainte de a fi distribuită în oraș printr-un sistem de conducte. Întregul sistem a fost proiectat de Maximilian Fremaut, care nu a trăit pentru a le vedea realizate, și a fost executat de inginerii timișoreni Alexandru Steinlein și Theodor Kostika. Instalația a funcționat până în 1849, fiind probabil avariată în timpul asediului Timișoarei.

### Regularizarea râului Sava la Ljubljana
Deși cea mai mare parte a activității hidrotehnice a lui Maximilian Fremaut s-a concentrat asupra Banatului, el a realizat importante lucrări hidrotehnice si în alte părți din estul imperiului austriac. Printre acestea sunt de remarcat lucrările de regularizare a râului Sava în zona Ljubliana. Aceste lucrări au început în 1762. Se pare că lucrările i-au luat mai mult timp decât se aștepta, având în vedere că la 15 ianuarie 1766 și-a cumpărat o casă în piața Abramsberg din zona centrală a orașului. După moartea lui Fremaut, lucrările au fost continuate de Gabriel Gruber.